# Giorgio Sacerdoti (giurista)
Giorgio Sacerdoti (Nizza, 2 marzo 1943) è un avvocato, giurista, giudice e attivista italiano, esponente della comunità ebraica italiana, attuale presidente del Centro di Documentazione Ebraica Contemporanea-CDEC di Milano. È inoltre presidente onorario dell'AIDA (sezione Lombardia).

## Biografia
Figlio di Piero Sacerdoti (Milano 1905- Sankt Moritz 1966), dirigente assicurativo e docente universitario e di Ilse Klein (Colonia 1913- Milano 2001), nasce a Nizza il 2 marzo 1943, durante l'occupazione militare italiana. I genitori, già residenti a Parigi prima della guerra dove si erano conosciuti, trasferitisi a Marsiglia dopo l'armistizio franco-tedesco del giugno 1940, si erano rifugiati a Nizza dopo l'occupazione militare tedesca della Francia di Vichy a fine 1942.
La famiglia si trasferisce a Milano nell'estate 1943 e riesce a rifugiarsi in Svizzera dopo l'8 settembre 1943 sfuggendo alle retate naziste contro gli ebrei. Su tali vicende famigliari ha pubblicato nel 2013 il libro “Nel caso non ci rivedessimo – Una famiglia tra deportazione e salvezza 1938-45” (Archinto Editore), incentrato sul carteggio tra la madre e i suoi genitori, rimasti vittime delle persecuzioni naziste in Olanda. Nel 1945-49 vive con i genitori a Parigi, dove il padre era ritornato a lavorare come direttore della filiale francese della compagnia italiana di assicurazione RAS (Riunione Adriatica di Sicurtà). Dal 1950 vive a Milano, dove il padre è nominato direttore generale della stessa RAS. Sulla figura paterna pubblica nel 2019 il libro “Piero Sacerdoti. Un uomo di pensiero e azione alla guida della Riunione Adriatica di Sicurtà”  che ne traccia il percorso di vita sulla base dei suoi carteggi.
Dopo gli studi superiori al Liceo Parini (dove dirige il periodico studentesco La Zanzara) si iscrive a Giurisprudenza all'Università degli Studi di Milano, dove si laurea con lode nel 1965 con una tesi, pubblicata come monografia nel 1967, sui rapporti tra diritto italiano e diritto delle Comunità europee (caso Costa-Enel) con i professori Piero Ziccardi e Cesare Grassetti. Discute la tesina “Se sia ancora in vigore il reato di vilipendio della religione di Stato” con il Prof. Valerio Onida, allora assistente in diritto costituzionale, primo dei suoi studi in materia di tutela della libertà religiosa.
Terminato il servizio militare di leva come sotto-tenente degli alpini (1965-66), ottiene il Master di diritto comparato alla Columbia University di New York, frequentata grazie ad una borsa di studio Fulbright (1966-67), dove studia col prof. Richard N. Gardner già sottosegretario nell'amministrazione Kennedy e futuro ambasciatore americano a Roma nel 1977-1981.
Ritornato in Italia all'inizio del 1969 supera l'esame di procuratore legale (1969), diventando poi avvocato anche cassazionista (1978), iscritto all'Ordine degli Avvocati di Milano. A lato della prevalente attività scientifica e accademica opera come avvocato e ricopre cariche societarie nel mondo assicurativo (presidente della Norwich Union Vita e poi consigliere indipendente nelle società italiane del gruppo tedesco Ergo, 2001-9)
Nello svolgimento delle sue attività professionali ha sviluppato tre filoni di interesse e di impegno civile a livello nazionale e internazionale, collegati sia alla sua docenza universitaria che alla sua attività di volontariato nell'ambito delle comunità ebraiche italiane:
- Impegno a livello internazionale contro la corruzione: quale vice-presidente del Comitato dell'OCSE sulla corruzione nel commercio internazionale (1995-2001) e presidente del Comitato di redazione della Convenzione OCSE anti-corruzione (1997).[4]
- Giustizia internazionale: quale giudice per l'Unione europea al Tribunale (Appellate Body) dell'Organizzazione Mondiale del Commercio (WTO) dal 2001 al 2009 e suo presidente nel 2006-2007, nonché quale arbitro internazionale.[5]
- Tutela costituzionale della libertà religiosa: quale negoziatore per l'Unione delle comunità ebraiche italiane dell'Intesa con lo Stato ex art. 8 della Costituzione  (Accordo del 1987 e Legge 101/89) e impegno per la laicità dello Stato e il pluralismo confessionale.

## Carriera

### Carriera accademica e pubblicazioni
Inizialmente assistente di diritto internazionale all'Università Statale di Milano (1968-71). Libero docente nella stessa materia nel 1971, professore incaricato di diritto del commercio internazionale all'Università di Bari (1971-1975), poi ordinario di diritto internazionale nelle Università di Urbino (1976-77), di Bergamo (1977-1990), nella facoltà di Scienze politiche della Statale di Milano (1990-94) e infine chiamato all'Università Bocconi (1990) dove già insegnava la materia per incarico dal 1986. Qui tiene l'insegnamento anche di diritto europeo (cattedra Jean Monnet nel 2004) fino al termine della carriera nel 2013 ed è nominato successivamente professore emerito. All'Università Bocconi dà impulso agli studi del diritto internazionale dell'economia, in particolare attraverso la istituzione di un dottorato interdisciplinare in “International Law and Economics”, i cui ex–allievi, giuristi ed economisti, si sono inseriti nelle università, anche all'estero, in organismi internazionali, uffici studi, diplomazia.
I suoi studi si sono concentrati sul diritto europeo e i suoi rapporti con l'ordinamento italiano, anche nella prospettiva “pan-europea” dopo la caduta del Muro di Berlino, sulla tutela delle minoranze e della libertà religiosa, sulle iniziative internazionali anti-corruzione e la loro attuazione in Italia, ed infine sul diritto e l'organizzazione internazionale dell'economia - commercio e investimenti - e la soluzione delle relative controversie private e inter-statuali. È autore di oltre 200 pubblicazioni scientifiche in varie lingue (libri, curatele, articoli, relazioni) di diritto internazionale pubblico e privato, commercio e investimenti internazionali e sui rapporti tra diritto italiano ed europeo. Già docente all'Accademia della Guardia di Finanza di Bergamo, all'Institut des Hautes Etudes Internationales della Sorbona (1987), all'Accademia di diritto internazionale de L'Aia (1994), nelle Università di Gerusalemme (1997), Singapore e Melbourne (2011), Senior F. Braudel Fellow dell'Istituto Universitario Europeo (2012). Tra i fondatori della SIDI- Società italiana di diritto internazionale e dell'Unione europea (1995) e del CIDOIE – Centro interuniversitario per lo studio del diritto delle organizzazioni internazionali economiche (2003). Membro della direzione dell'Italian Yearbook of International Law e del comitato scientifico del Journal of World Investment and Trade. Chiamato spesso come conferenziere e relatore a convegni internazionali (così oltre che in Europa, in USA, Canada, Argentina, Cina, Giappone), organizzatore della conferenza per il decennale dell'Organizzazione Mondiale del Commercio-WTO a Stresa nel 2005 e di quella della SIEL-Society of International Economic Law alla Bocconi (2020). Si afferma così come uno dei massimi esperti del diritto internazionale dell'economia a livello mondiale grazie anche all'esperienza maturata in organizzazioni multilaterali quale giudice e arbitro internazionale. Sulla protezione degli interessi statali negli arbitrati sugli investimenti esteri ha diretto una ricerca finanziata dal Ministero dell'Università: il volume con i risultati “General Interests of Host States in International Investment Law”, contenente venti contributi di autori italiani e stranieri, è stato pubblicato da Cambridge University Press nel 2014.
L'Università Bocconi ha festeggiato i suoi ottanta anni il 24 marzo 2023 con un affollato incontro in suo onore con interventi del rettore Francesco Billari, del senatore Mario Monti, della senatrice Liliana Segre, dei colleghi Piergaetano Marchetti, Nerina Boschiero e Gadi Luzzatto Voghera.

### Funzioni internazionali
Partecipa come esperto del Ministero degli esteri dell'Italia a comitati dell'ONU in materia di cooperazione economica internazionale nel 1976-1980. Dal 1989 è delegato dell'Italia al neo-istituito Working Group dell'OCSE a Parigi sulla lotta alla corruzione nel commercio internazionale, di cui è nominato vicepresidente nel 1995. È presidente del comitato di redazione della Convenzione OCSE contro la corruzione (1997) e collabora con il Ministero della Giustizia per la sua attuazione in Italia con l'emanazione del Decreto legislativo n.231/2001 sulla responsabilità delle imprese per gravi reati. Promuove la conoscenza della Convenzione anche in collegamento con la ONG Transparency International.
Lascia l'OCSE a fine 2001 a seguito della sua nomina a membro (giudice) dell'Organo di Appello (Appellate Body) della Organizzazione mondiale del commercio (OMC/WTO) a Ginevra, selezionato tra i candidati proposti dalla Comunità europea. In questo tribunale permanente dell'Organizzazione, composto da sette membri, svolge due mandati quadriennali (il massimo consentito) dal 2001 al 2009 e ne è eletto presidente dai colleghi nel 2006-2007. In tale veste partecipa alla decisione di oltre cinquanta controversie tra gli Stati membri della OMC/WTO in materia di dazi, dumping, standard sanitari e sicurezza alimentare, aiuti di stato, implicazioni ambientali, presiedendo tra l'altro il collegio giudicante nel primo caso contro la Cina. Dopo la scadenza del suo mandato resta attivo nell'ambito dell'OMC/WTO come membro di comitati scientifici, quale arbitro unico per nomina del Direttore generale, in specifiche controversie, e con interventi critici sulla crisi del sistema multilaterale degli scambi con la “guerra dei dazi” e il mancato rinnovo dei giudici dell'Organo di Appello (2017-2019).
Nel 1978 è designato dall'Italia nell'Albo degli arbitri del Centro internazionale per il regolamento delle controversie relative ad investimenti (ICSID), il Centro sulla risoluzione arbitrale delle controversie tra investitori esteri e Stati istituito presso la Banca Mondiale a Washington. Nominato per tre volte (2003-2013) dalla Banca Mondiale presidente di tribunali arbitrali in controversie promosse da investitori esteri contro l'Argentina in base ai trattati bilaterali con Francia, Spagna e Stati Uniti, in relazione alle misure adottate da questo paese nel contesto della crisi finanziaria del 2001. Successivamente (2015-2019) nominato arbitro dall'Italia (Ministero degli Esteri e Avvocatura dello Stato) e dalla Spagna in distinte controversie promosse da investitori esteri contro i due paesi in base al Trattato sulla Carta dell'Energia (European Energy Charter Treaty - ECT) in relazione alla revoca o riduzione dei sussidi alla produzione di energia da fonti rinnovabili, in particolare il fotovoltaico (Decreto “Spalma-incentivi” del 2014). È stato inoltre designato dalla Commissione europea arbitro per la UE in controversie interstatali concernenti gli scambi internazionali in base a trattati bilaterali e multilaterali. In particolar modo è intervenuto, in qualità di arbitro, nella controversia sull'export di legname con l'Ucraina nel 2019-2020.

### Attività nell'ambito della comunità ebraica e per la tutela della libertà religiosa
Parallelamente alla carriera accademica e professionale si è impegnato negli organismi rappresentativi dell'ebraismo italiano (Comunità Ebraica di Milano, di cui è stato presidente dal 1982 al 1990, e Unione delle Comunità ebraiche italiane), apportandovi in particolare le proprie competenze legali.
Segue per l'Unione i negoziati per la revisione del Concordato lateranense, in relazione ai quali l'ebraismo italiano fa valere l'esigenza di parità confessionale, abolizione della religione di Stato, laicità dello Stato e pluralismo religioso (in particolare nella scuola). Si impegna per un nuovo regime delle Comunità ebraiche conforme ai principi costituzionali, all'insegna della libertà religiosa e col riconoscimento delle loro specifiche esigenze religiose.
Presiede la Commissione giuridica dell'Unione nel negoziato dell'Intesa con lo Stato ai sensi dell'art. 8 della Costituzione con la Commissione governativa presieduta dal Prof. Margiotta Broglio, conclusa con la firma tra l'Unione (presidente Tullia Zevi) e il Governo (sottosegretario Giuliano Amato e presidente del Consiglio Bettino Craxi) nel febbraio 1987. Segue poi l'attuazione da parte dello Stato (L. 101/89) di questo importante tassello dell'attuale regime di libertà e pluralismo religioso dell'Italia; svolge interventi a sostegno e pubblica contributi scientifici, anche su tematiche costituzionali connesse. Nel 2009 organizza con il prof. Carlo Cardia (già membro della Commissione Margiotta Broglio) all'Università degli Studi Roma Tre il convegno di studi “Il ventesimo anniversario della Intesa ebraica”.
Svolge parallelamente attività per la repressione dei crimini nazisti impuniti: dai processi in Germania, alla partecipazione al collegio di difesa delle parti civili nel processo della Risiera di San Sabba con il Sen. Terracini nel 1976, infine in azioni legali per il ricupero di beni depredati alla comunità ebraiche o senza eredi noti. Dal 2004 è presidente della “Fondazione Centro di Documentazione Ebraica Contemporanea” (CDEC) - Onlus, istituzione scientifica specializzata e centro di iniziative in materia, specie in relazione al “Giorno della Memoria” istituito con L. 211/2000. La Fondazione CDEC è stata riconosciuta di interesse nazionale con L.155/2009.
Designato membro della Commissione consultiva sulla libertà religiosa della Presidenza del Consiglio sin dalla sua istituzione da parte del Presidente del Consiglio Romano Prodi nel 1997, in anni recenti si è impegnato nell'attuazione in Italia della Decisione quadro europea del 2009 che penalizza il “negazionismo”, intervenuta con L. 115/2016. Nel 2018 è stato nominato presidente, in sede di costituzione, dell'Associazione Italiana Avvocati e Giuristi Ebrei – AGE.
Nel 2021 ha pubblicato col Mulino una selezione di suoi scritti, sia accademici che giornalistici, opportunamente aggiornati, col titolo: “Diritto e Ebraismo. Italia Europa Israele. Sessant’anni di interventi e battaglie civili” con prefazioni di Giuliano Amato, presidente della Corte costituzionale, e di Riccardo Di Segni, rabbino capo di Roma.

## Opere (parziale)
Le sue opere principali sono:
- Il diritto delle Comunità europee nell'ordinamento giuridico italiano, 1967;
- I contratti tra Stati e stranieri nel diritto internazionale, 1972;
- Diritto internazionale dell'economia (con Paolo Picone), 1982, 1983 e 1986;
- Liberalization of Services and Intellectual Property in the Uruguay Round of GATT, Fribourg, 1991;
- La Convenzione di Roma sulla legge applicabile ai contratti internazionali, (con Manlio Frigo), 1993;
- Regionalismo economico e sistema globale degli scambi (con Sergio Alessandrini), 1994;
- Diritto e Istituzioni della Nuova Europa, 1995;
- La liberalizzazione multilaterale dei servizi (con Gabriella Venturini), 1997;
- Bilateral Treaties and Multilateral Investments on Investment Protection, vol. 269, Hague Academy, 1998;
- La Carta europea dei diritti fondamentali, Università Luigi Bocconi, 2000, in inglese in Columbia J. European Law, 2002;
- Il commercio elettronico, profili giuridici e fiscali internazionali (con G. Marino), Milano, EGEA, 2001;
- Illicit Payments and Foreign Investments, Unctad, 2001;
- Responsabilità d'impresa e strumenti internazionali anticorruzione - Dalla Convenzione OCSE 1997 al Decreto 231/2001, Milano, EGEA, 2003;
- Investment Arbitration under ICSID and UNCITRAL Rules, in Foreign Investment L.J., 2004;
- The WTO at Ten: The Contribution of the Dispute Settlement System (Editor), Cambridge, 2006;
- General Interests of Host States in International Investment Law (Editor), Cambridge, 2014;
- “Diritto e Ebraismo. Italia Europa Israele. Sessant’anni di interventi e battaglie civili” con prefazioni di Giuliano Amato e di Riccardo Di Segni, edizione Il Mulino, Bologna, ottobre 2021.

Ha inoltre scritto due libri sulla sua famiglia:
- Nel caso non ci rivedessimo – Una famiglia tra deportazione e salvezza 1938-45, Archinto Editore, 2013
- Piero Sacerdoti. Un uomo di pensiero e azione alla guida della Riunione Adriatica di Sicurtà, Hoepli Editore, 2019

## Onorificenze

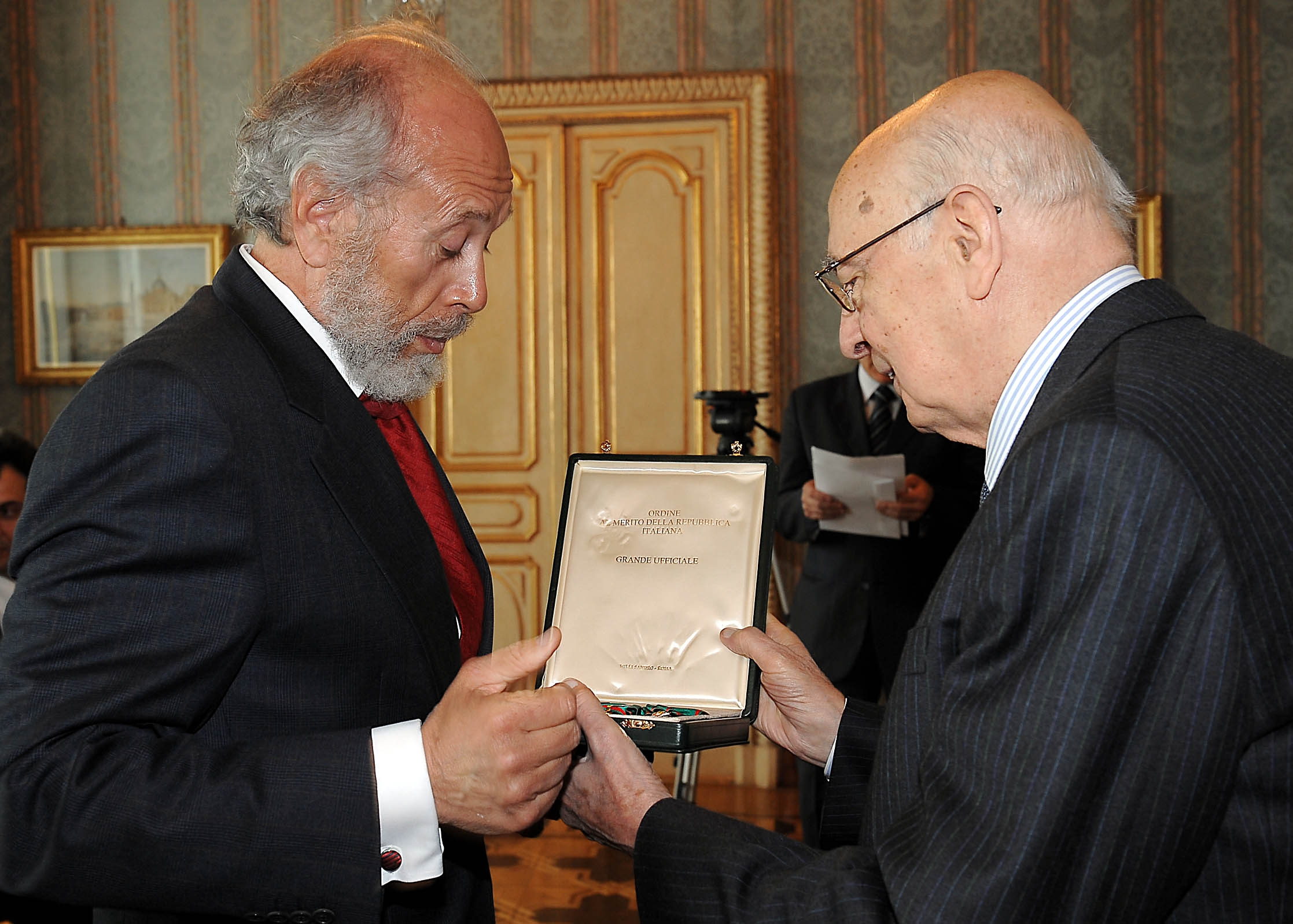
Conferimento dell'onorificenza di Grande Ufficiale a Sacerdoti da parte di Giorgio Napolitano

Onorificenze italiane